# Мадисон (Миссури)
Ма́дисон (англ. Madison) — американский город в округе Монро, Миссури. По данным переписи 2010 года население составляло 554 человек. Код FIPS 29-45470, GNIS ID 0721745, ZIP-код 65263.

## Население
По данным переписи 2000 года население составляло 554 человек, в городе проживало 151 семья, находилось 243 домашних хозяйств и 281 строение с плотностью застройки 241,1 строения на км². Плотность населения 475,3 человека на км². Расовый состав населения: белые — 98,6 %, коренные американцы (индейцы) — 0,2 %, азиаты — 0,2 %, представители других рас — 0,4 %, представители двух или более рас — 0,7 %. Испаноязычные составляли 1,6 % населения.
В 2000 году средний доход на домашнее хозяйство составлял $28 125 USD, средний доход на семью $35 875 USD. Мужчины имели средний доход $29 375 USD, женщины $19 327 USD. Средний доход на душу населения составлял $15 128 USD. Около 10,6 % семей и 14,7 % населения находятся за чертой бедности, включая 22,7 % молодежи (до 18 лет) и 18,8 % престарелых (старше 65 лет).